# Ginebre
El ginebre (Juniperus communis), és una espècie de conífera de la família de les cupressàcies. És un arbre o arbust freqüent als Països Catalans.

## Noms comuns
Donat que és una planta molt corrent als Països Catalans, rep nombrosos noms comuns: ginebre, ginebre mascle, ginebre negral, ginebre negre, ginebre real, ginebre ver, ginebrer, ginebrera, ginebró, ginebró (gàlbul), ginesta, ginebra, ginebro, ginestre, inebro, xinastra.

## Descripció

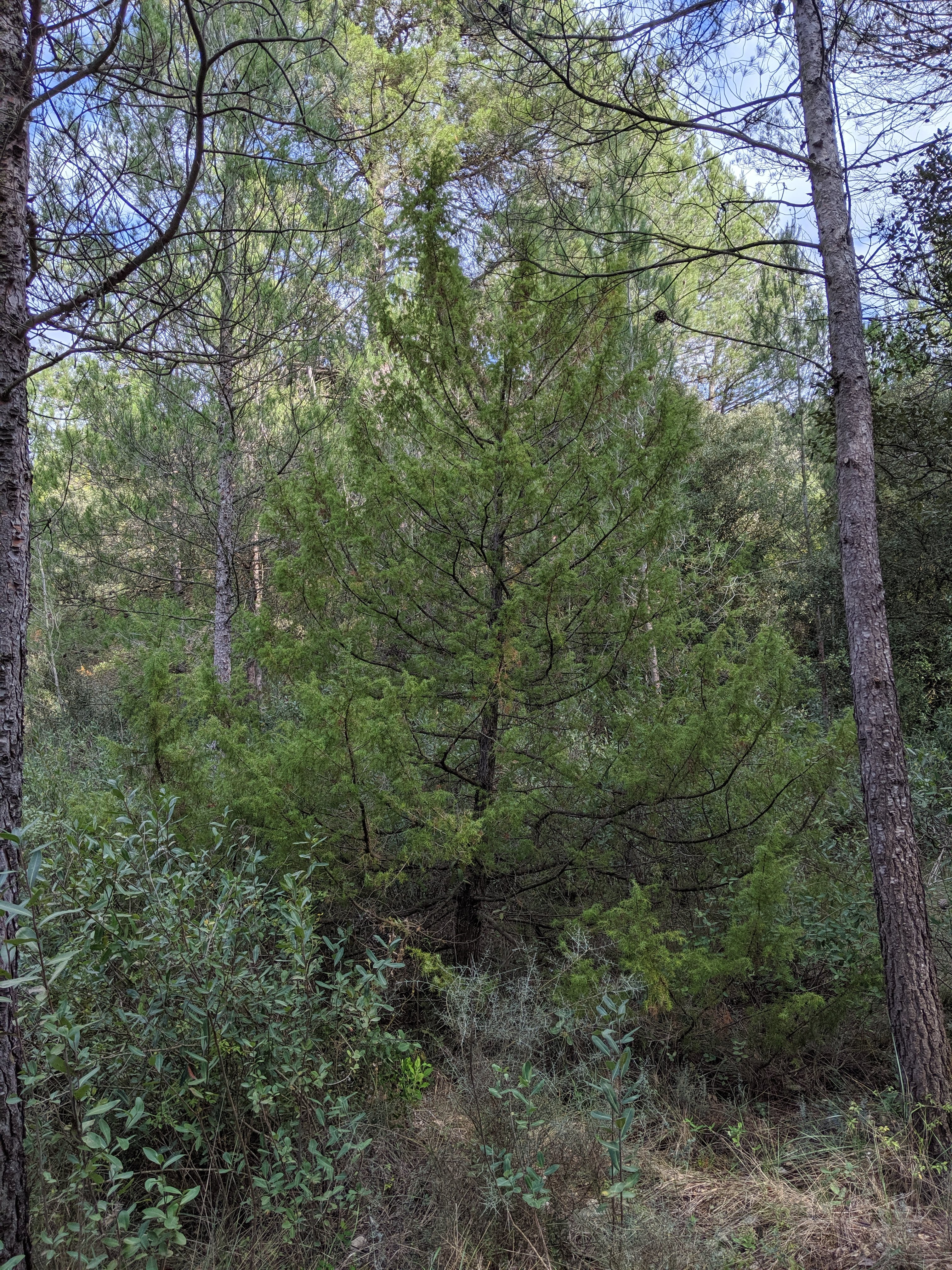
Ginebre a Santa Perpètua de Gaià.

Adopta la forma d'arbre de fins a 10 metres d'alt o d'un arbust.
Les fulles són aciculars, disposades en grups de tres i amb una banda clara única a la part superior (el càdec, que és una espècie semblant, té dues ratlles blanques en comptes d'una).
Presenta dioècia, és a dir, que hi ha plantes només amb flors masculines que alliberen el pol·len durant març i abril, i plantes només amb flors femenines. Aquestes darreres són les que porten gàlbuls, estructures globulars morfològicament semblants a una baia i, per tant, llavors que es troben en quantitats de 3 a 6 en cada gàlbul.
L'estròbil, en aquest cas gàlbul, conegut com a ginebró, és de color blau, gairebé negre quan són madurs. Les llavors són dispersades pels ocells en els seus excrements.

## Distribució i hàbitat
És originària de l'hemisferi nord, a Euràsia i Nord Amèrica, i ocupa, incloent-hi les seves subespècies, una gran àrea des de la tundra a muntanyes al voltant dels 30 graus de latitud nord; és per tant, la conífera amb una distribució més àmplia de tot el món.
A Catalunya el podem trobar a gairebé la totalitat del territori, en matollars i boscos clars entre els 0 i els 2.600 metres d'altitud.
Precisament, alguns estudis dendrocronològics fets sobre individus que viuen a la tundra han trobat alguns exemplars especialment vells, que figuren entre els arbres (o arbusts) més vells mai registrats a Europa. Concretament han trobat un exemplar de 1647 anys a Finlàndia (Lapònia) dins del cercle polar àrtic.

## Subespècies i varietats
- Juniperus communis subsp. communis – Ginebre. Normalment un arbre o un arbust erecte, amb fulles de 8 a 20 mm de llargada; es troba a moderada o baixa altitud en climes temperats.
  - Juniperus communis subsp. communis var. communis – Europa, i Àsia del Nord.
  - Juniperus communis subsp. communis var. depressa – Amèrica del Nord.
  - Juniperus communis subsp. communis var. nipponica – Japó (a vegades considerat com una espècie diferent: Juniperus rigida var. nipponica).
- Juniperus communis subsp. alpina – Ginebró (sinònims J. c. subsp. nana, J. c. var. saxatilis). Arbust de creixement prostrat, amb fulles de 3 a 8 mm de llargada. Es troba en àrees subàrtiques o a gran altitud, en muntanyes de zones de clima temperat.
  - Juniperus communis subsp. alpina var. alpina – Grenlàndia, Europa i Àsia.
  - Juniperus communis subsp. alpina var. megistocarpa – est del Canadà (dubtosament diferent de la varietat alpina).
  - Juniperus communis subsp. alpina var. jackii – oest de Nord-amèrica (dubtosament diferent de la varietat alpina).

## Usos
De vegades es fa servir com a planta ornamental. A Escandinàvia, n'utilitzen la fusta per a emmagatzemar productes làctics com mantega o formatge.
Els ginebrons (gàlbuls) són molt astringents si es mengen crus, però assecats serveixen per a fer salses en plats de carn.
La ginebra i la beguda típica d'Eslovàquia anomenada Borovička es fan amb els ginebrons. També a Finlàndia elaboren una cervesa, la sahti, aromatitzada amb els ginebrons.
També s'utilitzen els ginebrons per adobar carns.